# Marjorie Brierley
Pour les articles homonymes, voir Brierley.
Marjorie Brierley, née Ellis, le 24 mars 1893 à Londres, et morte le 21 avril 1984 dans la même ville, est un médecin et une psychanalyste britannique. 

## Biographie
Elle naît à Lewisham, un arrondissement de Londres. Elle fait ses études à l'University College, où elle obtient une licence de psychologie en 1921. Elle se marie en 1922, avec William B. Brierley, professeur de botanique à l'université de Reading. Elle entreprend des études de médecine et obtient son diplôme de médecin en 1928. Elle se forme à la psychanalyse à la Société britannique de psychanalyse, où elle fait une analyse d'abord avec John Carl Flügel puis avec Edward Glover. Elle est reçue en tant que membre associée en 1927 puis comme membre titulaire en 1930, et enfin, elle devient didacticienne et conférencière à l'Institut de psychanalyse en 1933. Elle est intéressée par les notions kleiniennes, ce dont témoignent ses premiers articles sur la sexualité féminine. Lorsque la crise scientifique, doublée d'une crise institutionnelle, éclate au sein de la Société de psychanalyse, elle est membre du comité de formation et devient l'une des trois responsables de l'organisation des controverses scientifiques, avec Edward Glover et James Strachey. C'est sur sa suggestion que la série de discussions scientifiques se tient au sein de la Société. Il est possible que son intervention et son insistance sur la nécessité d'examiner sur un plan théorique les différentes positions des protagonistes ait préservé la SBP de l'éclatement.
Elle rejoint ensuite le groupe des Indépendants au sein de la société de psychanalyse. Entre 1932 et 1944, elle a présenté treize contributions devant la société de psychanalyse, onze d'entre elles ont été publiées par l'International Journal of Psychoanalysis. Elle met fin à son exercice d'analyste en 1944, tout en restant rédactrice-adjointe de l'International Journal of Psychoanalysis, où elle publie des recensions d'ouvrages, jusqu'en 1978. Son dernier article est publié pour le cinquantième numéro de la revue, en 1969. Elle a particulièrement travaillé la notion d'affect.

## Publications
- Specific Determinants in Feminine Development", IJP XVII (1936)
- Affects in Theory and Practice, IJP XVIII, 1937
- A Prefatory Note on Internalized Objects and Depression, IJP XX, 1939
- Trends in Psycho-Analysis, 1951